# Persone di nome Kai
| Questa pagina contiene informazioni ricavate automaticamente dalle voci biografiche con l'ausilio del template Bio e di un bot. L'aggiornamento è periodico e automatico e ricostruisce completamente la pagina. Se manca una persona in questa lista, sei pregato di non aggiungerla, ma accertati piuttosto che la sua voce biografica contenga il template Bio e che i dati anagrafici siano correttamente compilati. Se il template Bio manca, inseriscilo tu stesso o, in alternativa, metti l'avviso {{tmp\|Bio}} che ne segnala la mancanza. Se i dati riportati sono sbagliati, correggi direttamente la voce biografica; le modifiche saranno visibili in questa lista entro pochi giorni. Per chiarimenti vedi il progetto antroponimi. La lista contiene solo le 74 persone che sono citate nell'enciclopedia e per le quali è stato implementato correttamente il template Bio. Pagina aggiornata al 22 lug 2025. |

Questa è una lista di persone presenti nell'enciclopedia che hanno il nome Kai, suddivise per attività principale.

## Allenatori di calcio(2)
- Kai Michalke, allenatore di calcio e ex calciatore tedesco (Bochum, n. 1976)
- Kai Erik Moen, allenatore di calcio e ex calciatore norvegese (Fagernes, n. 1970)

## Allenatori di calcio a 5(1)
- Kai Bardal, allenatore di calcio a 5 e allenatore di calcio norvegese (Bangkok, n. 1982)

## Allenatori di hockey su ghiaccio(1)
- Kai Suikkanen, allenatore di hockey su ghiaccio e ex hockeista su ghiaccio finlandese (Parkano, n. 1959)

## Artisti marziali(1)
- Lin Kai Ting, artista marziale cinese (Pechino, n. 1958)

## Attori(2)
- Kai Schumann, attore tedesco (Dresda, n. 1976)
- Kai Wiesinger, attore, produttore cinematografico e doppiatore tedesco (Hannover, n. 1966)

## Attrici(1)
- Kai Zen, attrice e doppiatrice statunitense (Los Angeles, n. 2012)

## Batteristi(1)
- Kai Hahto, batterista finlandese (Vaasa, n. 1973)

## Calciatori(26)
- Kai Bülow, ex calciatore tedesco (Rostock, n. 1986)
- Kai Cipot, calciatore sloveno (Murska Sobota, n. 2001)
- Kai Fotheringham, calciatore scozzese (Larbert, n. 2003)
- Kai Frandsen, calciatore danese (Copenaghen, n. 1924 - † 2013)
- Fung Kai Ming, calciatore cinese
- Kai Heerings, calciatore olandese (Amsterdam, n. 1990)
- Kai Herdling, ex calciatore tedesco (Heidelberg, n. 1984)
- Kai Erik Herlovsen, ex calciatore norvegese (Fredrikstad, n. 1959)
- Kai van Hese, ex calciatore olandese (L'Aia, n. 1989)
- Kai Havertz, calciatore tedesco (Aquisgrana, n. 1999)
- Kai Klefisch, calciatore tedesco (Leverkusen, n. 1999)
- Kai Lagesen, ex calciatore norvegese (Krokstadelva, n. 1965)
- Kai Mauro, calciatore gibilterriano (Londra, n. 2007)
- Kai McKenzie-Lyle, calciatore guyanese (Londra, n. 1997)
- Kai Merk, calciatore tedesco (Dahn, n. 1998)
- Kai Nilsen, ex calciatore norvegese (Fredrikstad, n. 1940)
- Kai Pahlman, calciatore finlandese (Helsinki, n. 1935 - † 2013)
- Kai Pröger, calciatore tedesco (Wilhelmshaven, n. 1992)
- Kai Røberg, ex calciatore norvegese (n. 1973)
- Kai Olav Ryen, ex calciatore norvegese (Tynset, n. 1978)
- Kai Shibato, calciatore giapponese (Midori-ku, n. 1995)
- Kai Sjøberg, calciatore norvegese (n. 1936 - † 1994)
- Kai Ove Stokkeland, ex calciatore norvegese (Egersund, n. 1978)
- Kai Stratznig, calciatore austriaco (n. 2002)
- Kai Trewin, calciatore australiano (Batemans Bay, n. 2001)
- Kai Wagner, calciatore tedesco (Geislingen an der Steige, n. 1997)

## Cantanti(1)
- Kai Hansen, cantante e chitarrista tedesco (Amburgo, n. 1963)

## Cestiste(1)
- Kai James, cestista statunitense (West Palm Beach, n. 1995)

## Cestisti(4)
- Kai Jones, cestista bahamense (Nassau, n. 2001)
- Kai Nürnberger, ex cestista tedesco (Wolfenbüttel, n. 1966)
- Kai Sotto, cestista filippino (Las Piñas, n. 2002)
- Kai Toews, cestista giapponese (Kōbe, n. 1998)

## Ciclisti su strada(2)
- Kai Hundertmarck, ex ciclista su strada, ciclocrossista e triatleta tedesco (Rüsselsheim am Main, n. 1969)
- Kai Reus, ex ciclista su strada e pistard olandese (Winkel, n. 1985)

## Culturisti(1)
- Kai Greene, culturista statunitense (Brooklyn, n. 1975)

## Disc jockey(1)
- Kai Tracid, disc jockey e produttore discografico tedesco (Francoforte sul Meno, n. 1972)

## Fisici(1)
- Kai Siegbahn, fisico svedese (Lund, n. 1918 - Ängelholm, † 2007)

## Ginnasti(2)
- Kai Wen Tan, ginnasta statunitense (Fremont, n. 1981)
- Zou Kai, ginnasta cinese (Luzhou, n. 1988)

## Giocatori di football americano(2)
- Kai Forbath, giocatore di football americano statunitense (Santa Monica, n. 1987)
- Kai Silbermann, ex giocatore di football americano tedesco (n. 1988)

## Giornalisti(1)
- Kai Diekmann, giornalista tedesco (Ravensburg, n. 1964)

## Hockeisti su ghiaccio(1)
- Kai Rautio, ex hockeista su ghiaccio finlandese (Oulu, n. 1964)

## Marciatori(1)
- Kai Kobayashi, marciatore giapponese (Tokyo, n. 1993)

## Modelle(1)
- Kai Davis, modella antiguo-barbudana (n. 1980)

## Multiplisti(1)
- Kai Kazmirek, multiplista tedesco (Torgau, n. 1991)

## Nuotatori(2)
- Kai Edwards, ex nuotatore australiano (Queensland, n. 1998)
- Kai Taylor, nuotatore australiano (South Brisbane, n. 2003)

## Pattinatori di short track(1)
- Feng Kai, ex pattinatore di short track cinese (Changchun, n. 1978)

## Pattinatori di velocità su ghiaccio(2)
- Kai Arne Engelstad, ex pattinatore di velocità su ghiaccio norvegese (Oslo, n. 1964)
- Kai Verbij, pattinatore di velocità su ghiaccio olandese (Leiderdorp, n. 1994)

## Piloti motociclistici(1)
- Kai Børre Andersen, pilota motociclistico norvegese (Bekkestua Baerum, n. 1975)

## Pittori(1)
- Liang Kai, pittore cinese (Shandong, n. 1140 - † 1210)

## Politici(3)
- Kai Mykkänen, politico finlandese (Espoo, n. 1979)
- Kai Tegethoff, politico tedesco (Colonia, n. 1984)
- Kai Wegner, politico tedesco (Berlino Ovest, n. 1972)

## Registi(1)
- Kai Wessel, regista cinematografico, fotografo e regista televisivo tedesco (Amburgo, n. 1961)

## Sciatori alpini(1)
- Kai Are Fossland, ex sciatore alpino norvegese (n. 1976)

## Sciatrici freestyle(1)
- Kai Owens, sciatrice freestyle statunitense (Lu'an, n. 2004)

## Scrittori(1)
- Kai Bird, scrittore e giornalista statunitense (Eugene, n. 1951)

## Scultori(1)
- Kai Nielsen, scultore danese (Svendborg, n. 1882 - Frederiksberg, † 1924)

## Sollevatori(1)
- Kai Outa, sollevatore finlandese (Helsinki, n. 1930 - Vihti, † 2002)

## Trombonisti(1)
- Kai Winding, trombonista e compositore statunitense (Aarhus, n. 1922 - New York, † 1983)

## Tuffatori(1)
- Qin Kai, tuffatore cinese (Xi'an, n. 1986)

## Velisti(1)
- Kai Bjorn, velista canadese (Montréal, n. 1968)